# Hassan Sheikh Mohamud

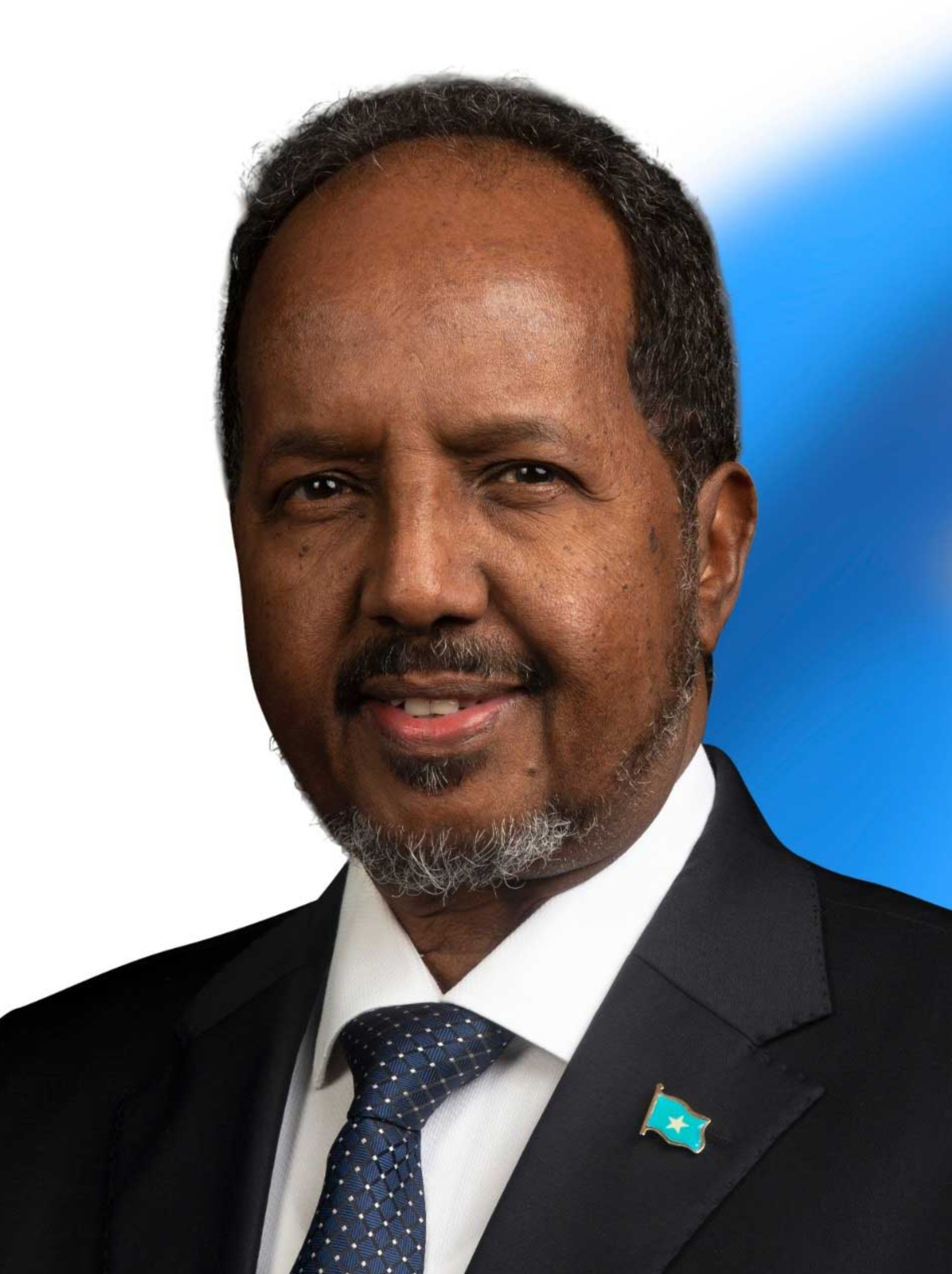
Hassan Sheikh Mohamud (2022)

Hassan Sheikh Mohamud, auch Hasan Scheich Mohamud (somalisch Xasan Sheekh Maxamuud, arabisch حسن شيخ محمود Hasan Schaich Mahmud, DMG Ḥasan Šaiḫ Maḥmūd, * 29. November 1955 in Jalalaqsi), ist ein  somalischer Politiker, ehemaliger Universitäts-Dekan und Bürgeraktivist. Von 2012 bis 2017 war er Präsident des Landes. Mohamud gehört dem Clan Hawiya an, der im Süden und mittleren Somalia ansässig ist. Er hat zuvor für mehrere nationale und internationale Friedens- und Entwicklungsorganisationen gearbeitet. Er ist im Gegensatz zu drei Vierteln der Mitglieder der vorherigen Übergangsregierung nicht aus Somalia geflohen. Im Mai 2022 wurde er erneut zum Präsidenten des Landes gewählt, und im Juni 2022 trat er sein Amt an.

## Leben
Mohamud bekam in seiner Heimat Jalalaqsi in der Region Hiiraan Primarunterricht sowie religiöse Erziehung. Nachdem er 1978 zur weiteren schulischen Ausbildung in die Hauptstadt Mogadischu übersiedelte, erhielt er 1981 einen Bachelor in Technologie von der Universität Mogadischu. Danach wurde er vom Ministerium für Bildung als Lehrer und Ausbilder an die Technische Schule Lafoole geschickt, wo er Technikstudenten und Künstler unterrichtete. Später ging er nach Indien und besuchte die Universität Bhopal, wo er 1988 an einem Master-Programm in technischer Ausbildung teilnahm. Hassan Sheikh Mohamud hat fünf Geschwister.

## Karriere
Nach seiner Rückkehr nach Somalia im Jahr 1988 war er zunächst Angehöriger einer Gruppe internationaler Experten bei der Aufarbeitung der technischen und beruflichen Ausbildung in ganz Somalia, einem Projekt der UNESCO. Sein Hauptgewicht war die Forschungs-Komponente innerhalb des Projekts.
Nach dem Zusammenbruch des somalischen Staates arbeitete Hassan Sheikh Mohamud von 1993 bis 1995 zunächst als Bildungsbeauftragter für die UNICEF in den zentralen und südlichen Teilen des Landes. Seine Aufgabe war vor allem die Wiederbelebung des Bildungssektors. Er machte ausgiebige Reisen in der  Region, um die Größenordnung des Zusammenbruchs im Bildungsbereich zu erforschen. Dabei beriet er die Menschen ausführlich bei ihren Bemühungen zur Reanimation in diesem Bereich. 1999 war er Mitbegründer des Somali Institute of Management and Administration (SIMAD), einer Kaderschmiede für künftige Verwaltungseliten des Landes in Mogadischu. In der Folge entwickelte sich diese Institution innerhalb der Simad Universität weiter mit ihm als Dekan der Institution bis ins Jahr 2010.
Nach dem Weggang des UNOSOM im Jahr 1995 war Hassan Sheikh Mohamud vor allem an Bürgeraktionen beteiligt, die durch zivilen Druck die verschiedenen politischen Fraktionen aufforderten, sich zu versöhnen. Es war ihm wichtig, Kommunikationskanäle zwischen den verschiedenen Fraktionsführern in Mogadischu zu etablieren. Dies war später dann die Grundlage für eine Neubildung und Stärkung der somalischen Zivilgesellschaft nach dem Bürgerkrieg. Als Ergebnis entstanden in Mogadischu nach und nach Netzwerke, Koalitionen und Berufsverbände. Nach der Kairoer Erklärung von 1997 war er Mitglied eines Teams, das erfolgreich über die Demontage der „Greenline“ verhandelte, die Mogadischu nach dem verheerenden Krieg von 1992 in Nord und Süd teilte.

## Politik
Hassan Sheikh Mohamud begab sich darauf im folgenden Jahr in die Politik und gründete die unabhängige Partei für Frieden und Entwicklung. Im April 2011 wählten ihn alle Parteimitglieder einstimmig zum Parteivorsitzenden. Hassan Sheikh Mohamud steht der Gruppe al-Islah nahe, der somalischen Entsprechung der gemäßigten jemenitischen Muslimbruderschaft.
Am 10. September 2012 wählte das somalische Parlament Hassan Sheikh Mohamud zum neuen Staatspräsidenten. Er setzte sich überraschend in einer Stichwahl gegen den amtierenden Übergangspräsidenten Sharif Sheikh Ahmed durch.
Am 12. September 2012, nur zwei Tage nach den gewonnenen Wahlen, wurde auf Hassan Sheik Mohamud ein Selbstmordattentat verübt, dem er jedoch entging. Die Al-Shabaab-Milizen bekannten sich zu dem Anschlag.
Am 15. Mai 2022 wurde Hassan Sheikh Mohamud von den 275 Abgeordneten des Parlaments und 54 Vertretern des Senats nach mehreren Ausscheidungsrunden unter mehr als 30 Kandidaten, darunter auch sein Amtsvorgänger, erneut zum Präsidenten von Somalia gewählt und im Amt vereidigt. Ohne erfolgte Wahl eines Staatspräsidenten wäre zwei Tage später ein Hilfspaket des Internationalen Währungsfonds in Höhe von 400 Millionen Dollar (384 Millionen Euro) ausgelaufen.